# Twenty One Pilots

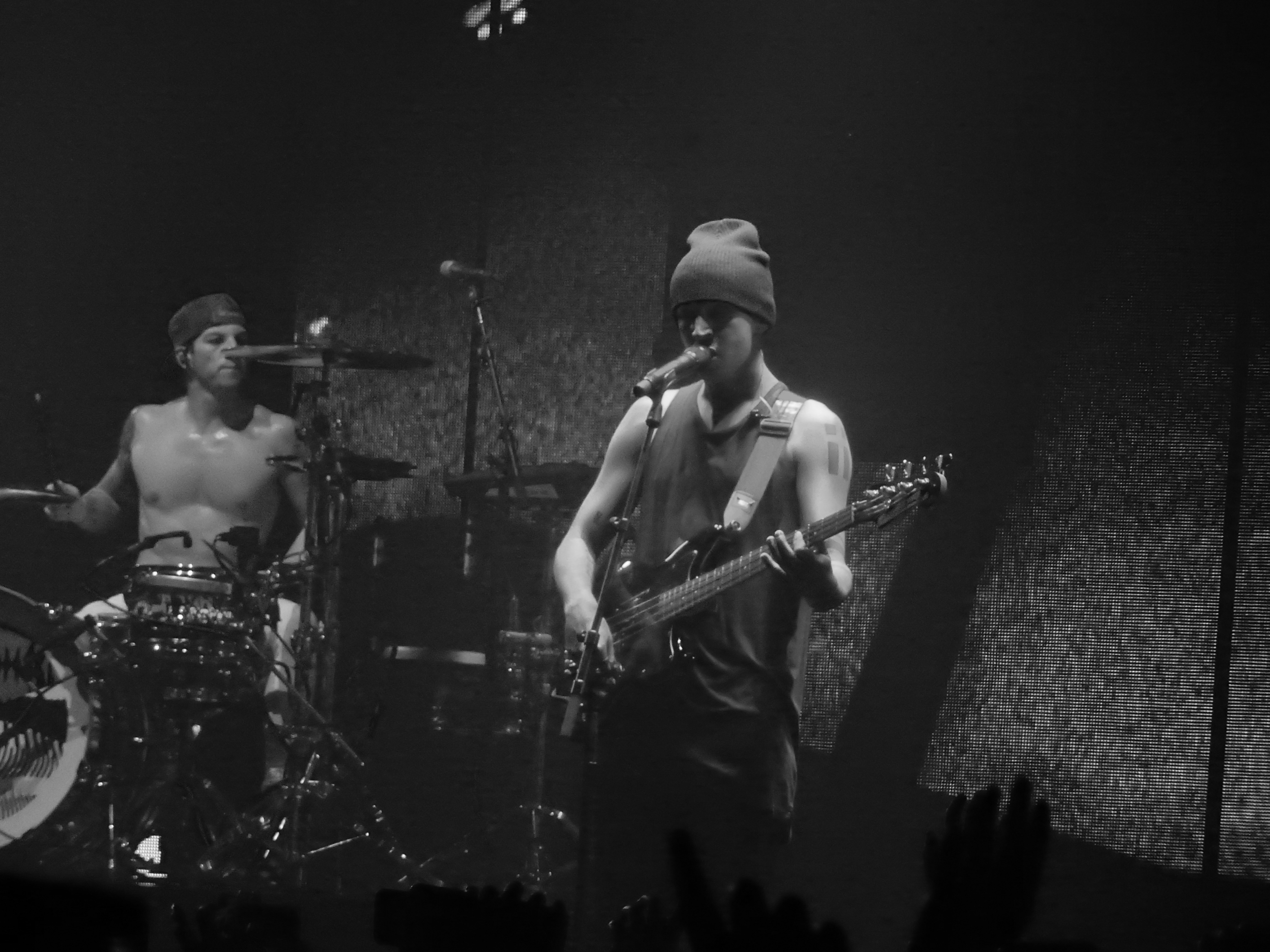
Twenty One Pilots in 2016

Twenty One Pilots (gestileerd als twenty øne piløts) is een Amerikaanse band uit Columbus, Ohio.

## Geschiedenis
De band werd in 2009 gevormd en bestond toen uit Tyler Joseph, Nick Thomas en Chris Salih. In 2011 hebben Thomas en Salih de band verlaten en werden zij vervangen door Josh Dun. De band heeft twee albums in eigen beheer uitgegeven, getiteld Twenty One Pilots (2009) en Regional at Best (2011). In 2012 tekende Twenty One Pilots bij Fueled by Ramen en in 2013 bracht de band een studiodebuutalbum uit, getiteld Vessel. De band heeft in 2015 hun vierde album uitgebracht genaamd Blurryface. Met dit album werd Twenty One Pilots wereldberoemd, vooral dankzij de singles Stressed Out en Ride. In 2016 brachten ze de single genaamd Heathens uit voor de film Suicide Squad. Na een tijdelijke stop hebben ze in 2018 het album Trench uitgebracht samen met de vier singles Jumpsuit, Nico And The Niners, Levitate en My Blood. Later hebben ze het album uitgebreid, en zijn er meerdere nummers bijgekomen. Later in 2024 komt het zevende album Clancy uit, voorafgegaand door de singles Overcompenstate, Next Semester en Backslide. Hun nieuwste nummer heet The Contract, uitgebracht in juni 2025.

## Bandleden
Huidige leden
Tyler Joseph – zang, piano, keyboard, ukelele, basgitaar (2009–huidig)
Josh Dun – drums, trompet (2011–huidig)
Ex-leden
Chris Salih – drums (2009–2011)
Nick Thomas – basgitaar, keyboard (2009–2011)
Live band op tournee
Todd Gummerman – keyboard (2021–huidig)
Daniel Geraghty – elektrische gitaar (2021–huidig)
Jesse Blum – trompet (2021–huidig)
Skyler Acord – basgitaar (2021–huidig)
Paul Meany – keyboard (2021–huidig)
Kenyon Dixon – achtergrondzang (2021–huidig)
Danielle Withers – achtergrondzang (2021–huidig)

## Discografie

### Albums
- Twenty One Pilots (2009)
- Regional at Best (2011)
- Vessel (2013)
- Blurryface (2015)
- Trench (2018)
- Scaled and Icy (2021)
- Clancy (2024)

### Livealbums
- Live at UG Studios (2011)
- Spotify Sessions (2013)
- Blurryface Live (2016)
- Scaled and Icy (Livestream Version) (2021)
- MTV Unplugged (2023)

### Verzamelalbums
- Level of Concern: USB 2.0 (2020)
- Vessel 10 Year Anniversary (2023)

### Singles
| Single met eventuele hitnotering(en) in de Nederlandse Top 40 | Datum van verschijnen | Datum van binnenkomst | Hoogste positie | Aantal weken | Opmerkingen                                                                         |
| ------------------------------------------------------------- | --------------------- | --------------------- | --------------- | ------------ | ----------------------------------------------------------------------------------- |
| Stressed Out                                                  | 2015                  | 06-02-2016            | 3               | 24           | Nr. 8 in de Single Top 100 / Alarmschijf                                            |
| Ride                                                          | 2015                  | 09-07-2016            | 33              | 5            | Nr. 33 in de Single Top 100                                                         |
| Heathens                                                      | 2016                  | 06-08-2016            | 10              | 16           | Nr. 17 in de Single Top 100 / Alarmschijf / Lied komt voor in de film Suicide Squad |
| Jumpsuit                                                      | 2018                  | 21-07-2018            | tip15           | -            |                                                                                     |
| My Blood                                                      | 2018                  | 08-09-2018            | tip7            | -            |                                                                                     |
| Level of Concern                                              | 2020                  | 09-05-2020            | 24              | 7            |                                                                                     |
| Shy Away                                                      | 2021                  | 17-04-2021            | tip1            | -            |                                                                                     |

| Single met hitnotering(en) in de Vlaamse Ultratop 50 | Datum van verschijnen | Datum van binnenkomst | Hoogste positie | Aantal weken | Opmerkingen |
| ---------------------------------------------------- | --------------------- | --------------------- | --------------- | ------------ | ----------- |
| Holding On to You                                    | 2013                  | 03-08-2013            | tip77           | -            |             |
| Stressed Out                                         | 2015                  | 06-02-2016            | 3               | 20           |             |
| Ride                                                 | 2015                  | 28-05-2016            | 12              | 12           |             |
| Heathens                                             | 2016                  | 02-07-2016            | 10              | 12           |             |
| Heavydirtysoul                                       | 2017                  | 18-03-2017            | 42              | 5            |             |
| Jumpsuit                                             | 2018                  | 21-07-2018            | tip21           | -            |             |
| My Blood                                             | 2018                  | 08-09-2018            | tip21           | -            |             |
| Level of Concern                                     | 2020                  | 18-04-2020            | tip13           | -            |             |
| Christmas Saves the Year                             | 2020                  | 02-01-2021            | tip             | -            |             |
| Shy Away                                             | 2021                  | 17-04-2021            | tip4            | -            |             |

### NPO Radio 2 Top 2000
| Nummers met noteringen in de NPO Radio 2 Top 2000 | '16  | '17  | '18  | '19  | '20  | '21  | '22  | '23  | '24 |
| ------------------------------------------------- | ---- | ---- | ---- | ---- | ---- | ---- | ---- | ---- | --- |
| Heathens                                          | 1452 | 1427 | 1431 | 1530 | 1656 | 1710 | 1574 | -    | -   |
| Ride                                              | -    | -    | -    | -    | -    | -    | 1930 | -    | -   |
| Stressed Out                                      | 1398 | 1080 | 868  | 896  | 999  | 987  | 844  | 1030 | 983 |

1. ↑  Een '-' betekent dat het nummer niet was genoteerd en een vetgedrukt getal geeft de hoogste notering van een nummer aan.
2. ↑  2016 was het eerste jaar met een notering voor Twenty One Pilots.

## Prijsnominaties
Twenty One Pilots was genomineerd voor de MTV Video Music Awards, de MTV Europe Music Awards en viermaal voor de AP Music Awards. Tijdens de MTV Europe Music Awards 2016 ontvingen ze prijzen voor Best Live Act en Best Alternative. Het duo won op zondag 12 februari 2017 een Grammy Award in de categorie Best Pop Duo/Group Performance voor het nummer Stressed Out. In totaal zijn ze genomineerd geweest voor zes Grammy Awards.